# 遮浪街道
遮浪街道，是中华人民共和国广东省汕尾市城区下辖的一个乡镇级行政单位。

## 行政区划
遮浪街道下辖以下地区：
社区、宫前村、合港村、水龟寮村、红坎村、田寮村、桂林村、东尾村、长沟村、施公寮村和新围村。
注：南海诸岛的四大群岛之一东沙群岛，于中华人民共和国政府行政区划中，曾劃歸广东省陆丰市碣石镇管辖，現劃歸广东省汕尾城區遮浪街道管辖。但实际上一直被中華民國实际控制并管理，劃歸高雄市旗津區中興里管轄，而中华人民共和国政府则一直宣称拥有该群岛的主权。

## 交通
- 236国道终点。